# محمود أباد برومند (محمد أباد كرمان)
محمود أباد برومند (بالفارسية: محمودآباد برومند) هي منطقة سكنية تقع في إيران في Mohammadabad Rural District. يقدر عدد سكانها بـ 284 نسمة .